# Municipio de Jefferson (condado de Cass, Míchigan)
El municipio de Jefferson (en inglés: Jefferson Township) es un municipio ubicado en el condado de Cass en el estado estadounidense de Míchigan. En el año 2010 tenía una población de 2541 habitantes y una densidad poblacional de 27,25 personas por km².

## Geografía
El municipio de Jefferson se encuentra ubicado en las coordenadas 41°51′8″N 86°2′52″O / 41.85222, -86.04778. Según la Oficina del Censo de los Estados Unidos, el municipio tiene una superficie total de 93.26 km², de la cual 89,98 km² corresponden a tierra firme y (3,52 %) 3,28 km² es agua.

## Demografía
Según el censo de 2010, había 2541 personas residiendo en el municipio de Jefferson. La densidad de población era de 27,25 hab./km². De los 2541 habitantes, el municipio de Jefferson estaba compuesto por el 91,66 % blancos, el 4,68 % eran afroamericanos, el 0,28 % eran amerindios, el 1,06 % eran asiáticos, el 0,24 % eran de otras razas y el 2,09 % eran de una mezcla de razas. Del total de la población el 1,14 % eran hispanos o latinos de cualquier raza.